# トム・ウィズダム
トム・ウィズダム (英:Tom Wisdom、1973年2月18日 - ) は、イギリス・ウィルトシャー州スウィンドン出身の俳優。

## 略歴
父親は軍人。アカデミー・ドラマ・スクールで奨学生として学び、舞台や『コロネーション・ストリート』等のTVドラマで人気を獲得。『300 〈スリーハンドレッド〉』の若きスパルタ戦士役で映画デビュー。

## 主な出演作品
- 300 〈スリーハンドレッド〉 300  (2007)
- 旅するジーンズと19歳の旅立ち The Sisterhood of the Traveling Pants 2 (2008)
- パイレーツ・ロック The Boat That Rocked (2009)
- 名探偵ポワロ 『三幕の殺人』 Three Act Tragedy (2010) - オリバー